# 슬랩스틱

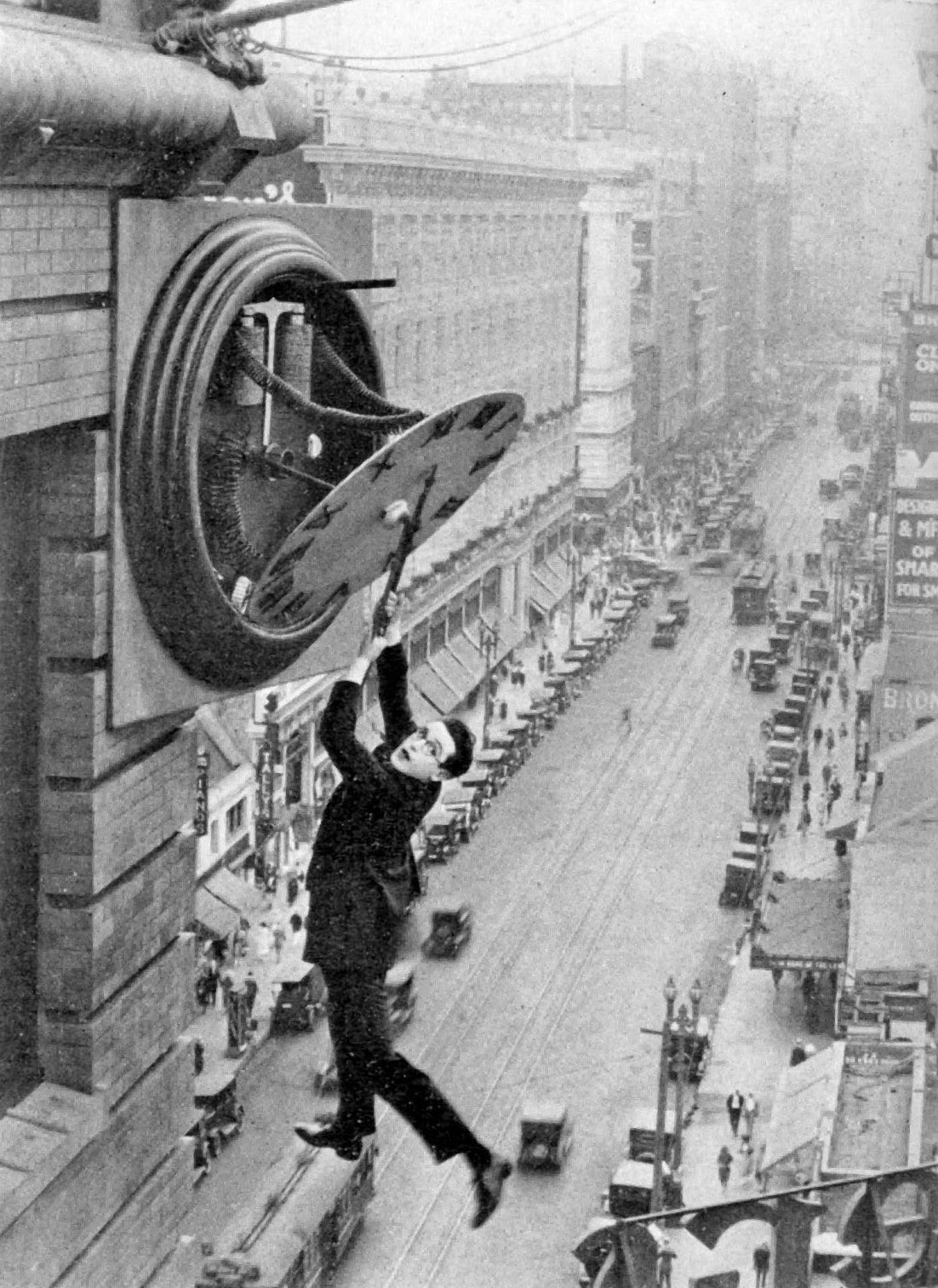

슬랩스틱(영어: slapstick)은 과장된 동작이나 소리를 통해 웃음을 유발하는 방식이다. ‘슬랩스틱’이란 표현은 콤메디아 델라르테에서 광대가 공연을 할 때 쓰인 단장에서 유래되었다.

## 같이 보기
- 코미디 영화
- 샤덴프로이데